# 서울주택도시개발공사
서울주택도시개발공사(서울住宅都市開發公社, Seoul Housing & Urban Development Corporation)는 서울특별시의 택지개발 및 주택건설, 도심재개발사업 등을 효과적으로 시행하기 위해 「지방공기업법」과 「서울특별시 에스에이치(SH)공사 설립 및 운영에 관한 조례」에 따라 설립된 지방공기업이다.
1989년 2월 1일에 서울특별시도시개발공사로 최초로 설립되었으며 2004년 3월 7일에 에스에이치공사로 사명을 바꾸었다. 2016년 9월 1일에 서울주택도시공사로 사명을 바꾸었다. 2025년 7월 10일에 서울주택도시개발공사로 사명을 바꾸었다.
2002년 사업단 형태로 분리운영 되었던 '서울주택도시공사 집단에너지사업단'이 서울에너지공사로 독립하였다.

## 근거법령
- 서울특별시 도시개발공사 설치조례

## 업무
서울특별시 또는 대한민국 정부의 위임을 받아 서울특별시 전지역의 택지개발 및 주택건설, 공공시설, 도심재개발, 산업물류단지 조성사업 등을 수행한다. 1989년 설립 이래 현재까지 서울시내 약 20만 세대의 주택을 공급했으며 본사는 서울특별시 중구 정동(1989), 성동구 성수동(1990)을 거쳐 현재는 강남구 개포동에 위치하고 있다.
최근에는 역점사업으로 마곡첨단산업단지, 은평뉴타운 분양, 문정법조단지, 동남권유통단지(가든파이브) 등을 중점적으로 추진하고 있다.

## 조직
- 사장 김헌동
- 감사, 7본부 1실 13처, 76팀, 8통합관리센터

## 서울주택도시공사가 진행 중인 사업분류
- 보금자리주택
- 국민임대주택
- 은평뉴타운
- 상암 DMC
- 동남권유통단지 (가든 파이브)
- 시프트 SHift - 서울특별시 장기전세주택
- 세빛섬 - 2대주주로 지분참여
- 용산역세권개발사업 - 5% 지분참여, 토지보상법 시행령에 의거하여 보상업무를 위탁받아 수행중

## 주사무소 및 분사무소 현황
- 주사무소: 서울특별시 강남구 개포로 621 (개포동)
- 서울주택도시공사 DMC빌 지점: 서울특별시 마포구 월드컵북로60길 13 (상암동)